# Philippa York
Philippa York, geboren als Robert Millar (Glasgow, 13 september 1958), is een voormalig Schots wielrenner die actief was tussen 1980 en 1995 en daarna actief werd als coach en ploegleider en daarna als Philippa York als wielrencommentator.
Tot 2017 ging York als man door het leven onder de naam Robert Millar. In dat jaar maakte ze bekend dat haar geslachtsverandering van man naar vrouw die was aangevangen in 2000 voltooid was en dat ze haar naam officieel had laten wijzigen in Philippa York.
Als man behaalde Millar in 1984 de vierde plek in het eindklassement van de Ronde van Frankrijk en won hij het bergklassement. Ook werd Millar tweede in de eindrangschikking van de Ronde van Italië in 1987 en winnaar van het bergklassement.

## Beginjaren
Millar groeide op in Glasgow en leek voorbestemd om de fabriek in te gaan. Als amateurwielrenner, bij de Glasgow Wheelers Cycling Club, bleek hij echter een talent. Hij werd Schots juniorenkampioen in 1976 en klimkampioen in het volgende jaar.
In 1978 werd Millar 21e in de Milk Race en wegkampioen bij de amateurs. In 1979 ging Millar naar Frankrijk om lid te worden van de ACBB (Athletic Club Boulogne-Billancourt). Hij won er vijf wedstrijden en werd vierde bij het wereldkampioenschap wielrennen. Hierdoor kreeg hij een profcontract bij de Peugeot-ploeg.

## Professionele carrière
Aan het begin van zijn profloopbaan behaalde Millar ereplaatsen. Hij werd derde in de Ronde van de Vaucluse in 1980, behaalde de zevende plaats in het criterium Dauphiné Liberé in 1981 en werd tweede aldaar in 1983. In de Ronde van Romandië behaalde hij in 1981 en 1982 de zevende plaats en in de Ronde van de Toekomst werd hij tweede in 1982. Zijn debuut in de Ronde van Frankrijk kwam in 1983. Hij won een bergetappe en werd veertiende in het eindklassement. In 1984 werd hij zesde in Parijs-Nice en vijfde in de Ronde van Romandië. In de Tour won hij het bergklassement, werd hij vierde in de eindrangschikking en won opnieuw een bergetappe. Doordat hij de 21e etappe won had hij daarmee in alle drie de grote rondes een etappe op zijn naam gebracht. In 1988 werd Millar derde in een klassieker in Luik-Bastenaken-Luik.
Millar behaalde in 1990 de overwinning in de etappewedstrijd Dauphiné Liberé. De laatste jaren van zijn professionele carrière waren betrekkelijk weinig succesvol. In 1992 tekende hij op voorspraak van Gert-Jan Theunisse bij de Nederlandse wielerploeg TVM. In de Ronde van Spanje van dat jaar werd hij betrapt op het gebruik van testosteron. Hij kreeg een voorwaardelijke schorsing van drie maanden en een geldboete. Hij werd in 1992 twintigste in de Ronde van Spanje en achttiende in de Ronde van Frankrijk. Een jaar later werd hij respectievelijk vijftiende en vierentwintigste in deze wielerkoersen. Zijn laatste belangrijke overwinning behaalde hij in 1995 toen hij Brits kampioen wielrennen op de weg werd. Kort daarna echter ging zijn laatste ploeg, het Franse Le Groupement, failliet en Millar verliet daarop het professionele wielrennen.

## Na de wielercarrière
In 1997 kwam Millar terug in het wielrennen als coach van de Britse ploeg en in 1998 was hij ploegleider van de Schotse ploeg in de PruTour, een achtdaagse Britse wielerwedstrijd. Daarnaast werd Millar journalist, waarbij hij voornamelijk producten testte. In 2002 verscheen hij op de Commonwealth Games, maar daarna leek hij alle banden met de sportwereld te verbreken. In 2003 kreeg hij een plek in de Schotse Sports Hall of Fame, maar hij was afwezig bij de ceremonie. Zijn langdurige afwezigheid in de publiciteit leidde tot speculaties in de media. Sinds 2000 ging het gerucht dat hij een geslachtsverandering had ondergaan.
In 2007 werd een biografie over Millar uitgebracht door HarperCollins, geschreven door Richard Moore (In Search of Robert Millar). Moore was erin geslaagd met Millar contact te leggen via e-mail, maar had hem niet persoonlijk gesproken.
Tijdens de Ronde van Frankrijk 2012 schreef Millar een wekelijkse column voor de website Cyclingnews en van tijd tot tijd schreef hij een artikel voor Rouleur. Op 21 juli 2012 schreef hij een artikel in de The Guardian waarin hij commentaar gaf op de aanstaande overwinning van Bradley Wiggins in de Tour de France:
"So, after 28 years of having the best general classification performance by a British rider at the Tour de France, I'll be trumped by not one but two riders. Am I disappointed? Not really, that's what sport is all about, doing your best, succeeding, failing at times, ultimately putting yourself up there and inspiring others to do better. Now there will be three British riders with a Tour classification jersey at home and although each is a different colour and the yellow is the ultimate, it's not exactly a long list. I'm in good company."

## Privéleven
Millar was tijdens en na zijn wielrenloopbaan vegetariër. Na 2000 leefde hij grotendeels in de anonimiteit. In juli 2017 trad Millar naar buiten met de bekendmaking dat zij, na een geslachtsveranderende behandeling, voortaan officieel door het leven zou gaan als vrouw, onder de naam Philippa York. In een interview met The Guardian zei York te hopen dat haar coming-out zou bijdragen aan een verandering van de, in haar ogen, behoudende ideeën omtrent gender en seksualiteit, in de sport in het algemeen en in de wielersport in het bijzonder. In de Ronde van Frankrijk van 2017 en 2018 was York namens de Britse televisiezender ITV4 actief als commentator.

## Belangrijkste overwinningen
1976
- Schots juniorenkampioenschap op de weg
- Chryston Wheelers Grand Prix
- Glasgow Centre 50 Time Trial
- Lake of Monteith - APR

1977
- Schots kampioenschap klimmen op de weg
- Davey Bell Memorial
- 2e etappe Glasgow Regent CC Road Race
- Glasgow District Championship Hill Climb
- Barrhead Burgh Trophy
- Wallacehill - APR
- Tour de Campsie
- Glasgow Wheelers Mountain Time Trial

1978
- Brits amateurkampioenschap op de weg
- Tour de Trossachs
- Drummond Trophy
- Tour of the Peak
- Glasgow Grand Prix

1979
- Brits amateurkampioenschap op de weg
- Palme d'or Merlin-Plage
- British Wool Grand Prix
- GP de Grasse
- GP de la Boucherie
- Chrono Madeleinois
- Parijs-Évreux
- 3e etappe Route de France
- Eindklassement Route de France
- Grote Prijs van Lillers
- 3e etappe Ronde van Ierland

1983
- 10e etappe Ronde van Frankrijk
- 1e etappe deel B Étoile des Espoirs

1984
- 2e etappe Ronde van Romandië
- 4e etappe Midi Libre
- 11e etappe Ronde van Frankrijk
- Bergklassement Ronde van Frankrijk

1985
- Eindklassement Ronde van Catalonië

1986
- 6e etappe Ronde van Spanje

1987
- 1e etappe Ronde van de Middellandse Zee
- 21e etappe Ronde van Italië
- Bergklassement Ronde van Italië

1989
- 10e etappe Ronde van Frankrijk
- 4e etappe Ronde van Romandië
- 6e etappe deel B Dauphiné Liberé
- Eindklassement Ronde van Groot-Brittannië

1990
- 4e etappe Ronde van Romandië
- Eindklassement Dauphiné Libéré

1991
- 5e etappe Ronde van Zwitserland

1995
- Brits kampioenschap op de weg
- Manx Trophy

## Resultaten in voornaamste wedstrijden
| Jaar | Ronde van Italië | Ronde van Frankrijk | Ronde van Spanje |
| ---- | ---------------- | ------------------- | ---------------- |
| 1980 |                  |                     |                  |
| 1981 |                  |                     |                  |
| 1983 |                  | 14e (1)             |                  |
| 1984 |                  | 4e (1)              |                  |
| 1985 |                  | 11e                 | ↑                |
| 1986 |                  | opgave              | ↑ (1)            |
| 1987 | ↑ (1)            | 19e                 |                  |
| 1988 |                  | opgave              | 6e               |
| 1989 |                  | 10e (1)             |                  |
| 1990 |                  | opgave              |                  |
| 1991 |                  | 72e                 |                  |
| 1992 |                  | 18e                 |                  |
| 1993 |                  | 24e                 | 15e              |
| 1994 |                  |                     | opgave           |

| Jaar | Milaan-San Remo | Gent-Wevelgem | Amstel Gold Race | Luik-Bast.‑Luik | Ronde van Lombardije | Clásica San Sebastián | Waalse Pijl |  | WK op de weg |  | Wereldranglijsten |
| ---- | --------------- | ------------- | ---------------- | --------------- | -------------------- | --------------------- | ----------- |  | ------------ |  | ----------------- |
| 1980 | 99e             | 61e           |                  |                 |                      |                       |             |  | 11e          |  |                   |
| 1981 |                 |               |                  |                 |                      |                       | 78e         |  | 14e          |  |                   |
| 1983 |                 |               | 44e              |                 | 25e                  |                       |             |  | 37e          |  |                   |
| 1984 | 27e             | 100e          |                  | 15e             | 37e                  | 9e                    |             |  | 6e           |  |                   |
| 1985 | 76e             |               |                  |                 |                      |                       | 41e         |  | 10e          |  |                   |
| 1986 |                 |               |                  | 31e             | 13e                  |                       | 38e         |  |              |  |                   |
| 1987 |                 |               |                  | 5e              | 21e                  |                       | 12e         |  | 52e          |  |                   |
| 1988 | 30e             |               |                  | ↑               | 19e                  |                       |             |  | 48e          |  |                   |
| 1989 |                 |               | 62e              | 29e             | 31e                  | 82e                   | 52e         |  | 30e          |  |                   |
| 1990 |                 |               |                  | 15e             | 4e                   | 142e                  | 9e          |  | 36e          |  |                   |
| 1991 | 95e             |               |                  |                 | 47e                  |                       |             |  | 48e          |  |                   |
| 1992 | 126e            |               | 32e              | 9e              |                      | 21e                   | 26e         |  |              |  |                   |
| 1993 |                 |               | 75e              | 28e             |                      | 22e                   | 46e         |  |              |  |                   |
| 1994 |                 |               |                  |                 | 16e                  | 108e                  |             |  | 51e          |  |                   |